# Wartość zadana
Wartość zadana (ang. set-point lub reference signal) – w układzie regulacji, wartość sygnału wejściowego, informująca regulator o pożądanej wartości sygnału wyjściowego. Dzięki znajomości wartości zadanej i wartości sygnału wyjściowego można wyznaczyć błąd regulacji, w postaci różnicy tych sygnałów.
Przykładem wartości zadanej jest temperatura ustawiana w termostacie.